# Крутихинское (Курганская область)
Крутихинское — деревня в Варгашинском районе Курганской области. Входит в состав Верхнесуерского сельсовета.

## История
До 1917 года входила в состав Верхнесуерской волости Ялуторовского уезда Тобольской губернии. По данным на 1926 год состояла из 248 хозяйств. В административном отношении являлась центром Крутихинского сельсовета Марайского района Курганского округа Уральской области.

## Население
| 1912 | 1926  | 1989 | 2002 | 2010 |
| ---- | ----- | ---- | ---- | ---- |
| 718  | ↗1000 | ↘170 | ↘124 | ↘95  |

По данным переписи 1926 года в деревне проживало 1000 человек (480 мужчин и 520 женщин), в том числе: русские составляли 99 % населения.